# Horná Ždaňa
Horná Ždaňa je obec na Slovensku v okrese Žiar nad Hronom v Banskobystrickém kraji ležící na rozhraní pohoří Vtáčnik, Kremnické vrchy a Štiavnické vrchy. V blízkosti obce se nacházejí známé termální koupele Sklené Teplice a termální koupaliště Vodný ráj Vyhne.
První písemná zmínka o obci jako majetku hradu Revište pochází z roku 1391. V obci je římskokatolický kostel Nejsvětější Trojice.

## Osobnosti
- Elena Čepčeková, slovenská prozaička, básnířka a dramatička, autorka literatury pro děti a mládež, se narodila v Dolní Ždani v roce 1922.